# Leoluca Bagarella
Leoluca Bagarella (Corleone, 3 februari 1942) is een Italiaanse crimineel en lid van de maffia. Hij is geboren in het Siciliaanse dorpje Corleone en lid van de lokale cosa nostra, de "Corleonesi".

## Biografie
Leoluca was de derde zoon van Salvatore Bagarella en Lucia Monda. Uit het gezin Bagarella kwamen meerdere maffiosi voort, waaronder Leoluca zelf en zijn oudere broers Giuseppe en Calogero Bagarella. Minder is er bekend over hun zussen, Maria en Giovanna, maar Antonietta of "Ninetta", zou later trouwen met Corleonesibaas Totò Riina.
Bagarella sloot zich eind jaren '50 aan bij Luciano Leggio, die verantwoordelijk was voor de liquidatie van voormalig Corleonesimaffiabaas Michele Navarra en zijn mannen. Hierbij was ook zijn broer Calogero Bagarella betrokken. Leoluca werd de zwager van Totò Riina, toen deze in 1974 trouwde met Bagarella's zus Ninetta. Dit gebeurde in hetzelfde jaar waarin Leggio werd veroordeeld en Riina de nieuwe baas van de Corleonesi werd. "De Zwager" werd Leoluca's bijnaam vanwege het huwelijk van zijn zus en aan de andere kant is zijn eigen vrouw, Vincenza Marchese, de zus van Giuseppe Marchese en het nichtje van Filippo Marchese, een berucht en hooggeplaatst lid binnen de cosa nostra.
Twee van Bagarella's broers waren ook maffiosi. Zijn oudere broer, Calogero Bagarella, kwam op 10 december 1969 om het leven tijdens het "Viale Lazio-bloedbad" in Palermo. Dit was een aanslag op Don Michele Cavataio, een concurrent van de Corleonesi en zijn mannen. De tweede broer, Giuseppe Bagarella, werd in 1972 in de gevangenis van Palermo vermoord.
Na Riina's arrestatie, begin 1993, nam Bagarella vermoedelijk de macht over een deel van de Corleonesi over. Hierbij kwam hij tegenover Riina's eigenlijke opvolger, Bernardo Provenzano, te staan. Twee jaar later, echter, op 24 juni 1995 werd Bagarella gearresteerd na een periode van vier jaar voortvluchtig te zijn geweest. Tijdens de arrestatie van Bagarella, vond de Carabinieri geen enkel spoor van Leoluca's vrouw Vincenza Marchese, alleen een bos bloemen en haar foto op de schoorsteenmantel, een teken van rouw. Bagarella had ook een medaillon met haar foto bij zich, een ander teken van rouw. Het gerucht gaat dat Bagarella zijn vrouw vermoord zou hebben (opgehangen in de keuken in haar bruidsjurk), omdat hij het niet kon verkroppen getrouwd te zijn met de zus van een "pentito", een maffioso die samenwerkt met de politie. Andere bronnen, echter, vermelden dat Vincenza zelfmoord heeft gepleegd, nadat haar broer Giuseppe bleek samen te werken met de autoriteiten. Nóg een andere versie over haar overlijden is dat ze klinisch depressief zou zijn geworden na een aantal miskramen. Ze liet een brief achter waarin ze haar schaamte uitte en vergeving aan haar man vroeg.

## Gevangenis
Volgens "pentito" (spijtoptant) Tommaso Buscetta, die in de jaren '70 met Bagarella 3 maanden in de gevangenis heeft gezeten, had Bagarella psychische problemen en is betrokken geweest bij zo'n 300 moorden. Bagarella vermoordde ook politiechef Boris Giuliano, alsook een neef van Buscetta, een van zijn vele relaties die stierven sinds hij de maffia verraden had.
Buscetta had na zijn tijd met Bagarella in de gevangenis het volgende over hem te zeggen: "Ik praat liever niet over hem. Ik geloof niet dat hij lid is van het menselijke ras. In de gevangenis was iedereen bang voor hem. Ik herinner me nog dat we samen in de ziekenboeg lagen en het enige wat hij tegen me zei was goedemorgen en goedenavond."
Bagarella werd uiteindelijk veroordeeld voor meervoudige moord en kreeg hiervoor levenslang. In 2002 protesteerde hij tegen een nieuwe wet die het maffiabazen vrijwel onmogelijk maakt hun netwerken vanuit de gevangenis te controleren. Toen hij in juni van dat jaar voor de rechter moest verschijnen, plaatste Bagarella enkele dreigende opmerkingen richting de Italiaanse overheid. Hij beweerde dat "de maffia er moe van wordt geëxploiteerd, vernederd, onderdrukt en als gebruikte goederen behandeld te worden door verschillende politici". Sommigen interpreteerden dit als een teken dat de maffia geërgerd was over het verlies van de "vriendschappelijke" contacten met sommige politici, alsof de nieuwe beperkingen voor de maffiabazen een verraad was van een clandestiene afspraak tussen hen en enkele (niet-genoemde) leden van de (lokale) regering.